# Maronil Marcos Martins
Maronil Marcos Martins, nascido em Lages, Santa Catarina, em 1961, é um artista surrealista brasileiro.
Inicialmente Bombeiro militar, que em decorrência das tragédias, incêndios e acidentes vivenciados começou a fazer arte surreal
Entre seus temas preferidos no surrealismo estão: loucura, limbo, filogenia e demonologia
Nos últimos dez anos fez várias exposições, individuais e coletivas, na Fundação Cultural de Lages, Circuito Cultural do SESC, Espaço Cultural da Universidade do Planalto Catarinense (Uniplac), Museu Malinveni Filho, Fundação Promotora de Exposições de Blumenau (Proeb), entre outras.
Escolhido pelos curadores do Tela Digital com o documentário curta audiovisual “Arte Surreal”, fazendo parte do acervo do TV Brasil.